# Sébeillon/Malley
Pour les articles homonymes, voir Malley.
Sébeillon/Malley est un quartier de la ville de Lausanne.

## Délimitation
L'Office d'études socio-économiques et statistiques de la ville de Lausanne découpa la ville en 81 secteurs regroupés en 17 quartiers[Quand ?]. Le quartier Sébeillon/Malley, qui a le no 3, recouvre 80,3 ha et regroupe les secteurs suivants, :
- 301 Rue de Morges
- 302 Rue de Sébeillon
- 303 Tivoli
- 304 Prélaz
- 305 Gare de Sébeillon
- 306 Av. de Provence
- 307 Malley

## Activités, lieux et monuments
Le quartier représente 3 % de la surface lausannoise, 8 % de la population lausannoise, 9 % de l’emploi lausannois et 7 % du parc des logements
- Patinoire de Malley (commune de Prilly)
- Cinétoile Malley Lumières, multiplexe de six salles de cinéma
- Industries
  - Abattoirs de Malley (en activité de 1945 à 2002, détruits en 2014)
- Formations
  - École technique - École des métiers de Lausanne (ETML)
  - École professionnelle pour les métiers de l'industrie et de l'artisanat (EPSIC)
  - École romande d'art et de communication (ERACOM)
  - Gymnase du Bugnon - Site de Sévelin
  - Gymnase Provence
  - La Manufacture, Haute école des arts de la scène

## Transports publics
- Trolleybus : lignes 3, 6 et 21.
- Bus : lignes 16, 18, 32, 33, 60.
- Métro : ligne M1 (stations Montelly, Provence et Malley).
- Trains : Halte de Prilly-Malley (marchandises : Gare de Lausanne-Sébeillon).

## Autres
- Étoile sportive Football Club Malley